# WrestleMania X-Seven
WrestleMania X-Seven – 17. edycja sztandarowej gali wrestlingu federacji World Wrestling Federation (WWF) o nazwie WrestleMania, która odbyła się 1 kwietnia 2001 w hali Reliant Astrodome w Houston w Teksasie.
Największa i najważniejsza gala w roku organizowana przez federację World Wrestling Federation (obecnie WWE) oferowała dwanaście starć (w tym jedną nagraną dla programu Sunday Night Heat). Walką wieczoru było starcie Stone Colda Steve’a Austina z The Rockiem w No Disqualification matchu o tytuł WWF Championship. Pozostałymi ważnymi walkami podczas gali były mecze: The Undertaker kontra Triple H na standardowych zasadach (singles match) oraz drugi w historii Tables, Ladders, and Chairs match o mistrzostwo WWF Tag Team Championship pomiędzy drużynami Edge & Christian, The Dudley Boyz (Bubba Ray Dudley & D-Von Dudley) oraz The Hardy Boyz (Matt Hardy & Jeff Hardy), a także Street Fight Vince McMahon kontra Shane McMahon ze specjalnym sędzią Mickiem Foleyem.
W starciach o tytuły mistrzowskie: 1) Chris Jericho pokonał Williama Regala zostając w singles matchu mistrzem interkontynentalnym WWF; 2) Eddie Guerrero pokonał WWF European Championa Testa odbierając mu ten tytuł; 3) W triple threat matchu Kane sięgnął po WWF Hardcore Championship pokonując Ravena i Big Showa; 4) Mistrzynią kobiet WWF została Chyna, która pokonała Ivory.
Gala zgromadziła rekordową widownię 67 925 widzów i zarobiła 3,5 mln dolarów amerykańskich. Ze względu na duży sukces komercyjny jaki odniosła ta WrestleMania, siedemnasta edycja tego wydarzenia określana jest przez fanów i krytyków za jedną z najlepszych gal wrestlingu wszech czasów. W 2013 r. WWE przedstawiło listę o nazwie „15 best pay-per-views ever” (pl. 15 najlepszych pay-per-view w historii). W zestawieniu tym WrestleMania X-Seven zajęła 1. pozycję. Motywem muzycznym gali był utwór „My Way” zespołu Limp Bizkit.

## Gala

### Najażniejsze walki i wydarzenia podczas gali
Głównym starciem tej edycji WrestleManii była walka pomiędzy Stone Coldem Steve’em Austinem a The Rockiem w No disqualification matchu o główne mistrzostwo WWF, który został ustanowiony tuż przed wejściem zawodników do ringu. Podczas walki obaj zawodnicy mierzyli się w ringu jak i poza nim oraz obaj krwawili po wzajemnych uderzeniach gongiem w głowę. Starcie obfitowało również w chwyty submissionowe – The Rock założył Austinowi sharpshootera, jednak ten skontrował chwyt i wykorzystał go przeciwko swojemu rywalowi, a także próbował poddać The Rocka chwytem Million Dollar Dream (cobra clutch), którym Austin posługiwał się występując w gimmicku The Ringmastera. Kończąc walkę, The Rock wykonał na Austinie jego własną akcję kończącą (Stone Cold Stunner) oraz swój markowy manewr The People’s Elbow – na moment przed przypięciem Stone Colda na arenie pojawił się Vince McMahon, który przerwał The Rockowi, łapiąc go za nogę i odciągając The Rocka od przypięcia Austina. Stone Cold wykorzystał ten moment wykonując na The Rocku jego własny finisher – Rock Bottom. Kolejno McMahon rzucił stalowe krzesło Austinowi, aby wykończył The Rocka. Stone Cold uderzając wielokrotnie The Rocka w klatkę piersiową stalowym krzesłem zdołał zmęczyć swojego rywala i ostatecznie go przypiąć. Po tej walce Austin stał się antagonistą kolejnych wydarzeń, a także wszedł w sojusz ze swym wcześniejszym nemesis – Vince’em McMahonem.
Drugim ważnym starciem podczas gali była walka pomiędzy ojcem a synem – prezes WWF Vince McMahon (wchodzący do ringu w asyście swojej córki i jednocześnie siostry Shane’a – Stephanie) zmierzył się ze swoim synem Shane’em McMahonem a sędzią specjalnym tego starcia był Mick Foley. Podczas walki dochodziło do interwencji ze strony Stephanie, która próbowała kilkukrotnie przeszkodzić Shane’owi bądź odwrócić jego uwagę od Vince’a. Jeszcze w trakcie walki na halę weszła Trish Stratus wioząca na wózku żonę Vince’a i matkę Shane’a i Stephanie – Lindę McMahon. Stratus udanie wypędziła Stephanie McMahon z hali, a kolejno sędzia Mick Foley podjął próbę wywiezienia z hali Lindy McMahon dla jej bezpieczeństwa, jednak uniemożliwił mu to Vince, który usadził Lindę na krześle w narożniku ringu. W końcówce walki Linda wstała z krzesła i podeszła do Vince’a, który był bliski wygrania pojedynku z Shane’em. Gdy Vince obrócił się w stronę Lindy otrzymał od niej kopnięcie w krocze po czym do walki przyłączył się sam sędzia pojedynku – Mick Foley, który zaczął okładać pięściami Vince’a. Walkę zakończył zwycięstwem nad ojcem Shane, który wykonał na nim swój markowy manewr Coast to Coast.
Kolejnym ważnym pojedynkiem była walka pomiędzy The Undertakerem i Triple H’em. Zespół heavymetalowy Motörhead zagrał motyw przewodni Triple H’a na żywo podczas gali, gdy The Game wchodził na ring. Mecz rozpoczął się poza ringiem, gdy The Undertaker rzucił Triple H’a na stół komentatorów hiszpańskojęzycznych. Następnie Triple H próbował użyć swojego młota kowalskiego, który ukryty był pod ringiem, jednak sędzia odebrał mu go. Następnie walka przeniosła się w tłum widzów, a potem na zaplecze techniczne hali. W dalszej części walki obaj zawodnicy powrócili do ringu. Pod koniec starcia Triple H sprowadził The Undertakera do narożnika po czym zaczął okładać go pięściami – gdy przerwał ciosy – The Undertaker wykorzystał moment i wykonał na Triple H’u swój firmowy rzut The Last Ride po czym przypiął leżącego przeciwnika wygrywając walkę.
Czwarte ważne starcie podczas WrestleManii X-Seven stanowiła walka w formule Tables, Ladders, and Chairs match o tytuł WWF Tag Team Championship pomiędzy Edge’em i Christianem (z towarzyszącym im Rhyno), The Dudley Boyz (Bubba Ray Dudleyem i D-Vonem Dudleyem z towarzyszącym im Spikiem Dudleyem) oraz The Hardy Boyz (Mattem i Jeffem Hardy z towarzyszącą im Litą). Walka rozpoczęła się w ringu gdy wszystkie zespoły do niego weszły. Każdy z tag teamów próbował sięgnąć zawieszonych nad ringiem tytułów mistrzowskich ale za każdym razem podczas trwania pojedynku któryś z zespołów udaremniał zamiary zdobycia mistrzostwa przez drużynę przeciwną. W trakcie starcia każda z osób towarzyszących wrestlerom walczących w tag teamach interweniowała w pojedynek walcząc z przeciwnikami swoich drużyn. Doszło nawet do sytuacji, w której obaj Christian i D-Von Dudley zawiśli razem na moment na zawieszonych nad ringiem mistrzostwach jednak żaden z nich nie zdołał go odpiąć przy czym obaj spadli na ring. Później Jeff Hardy w podobny sposób zawisł na zawieszonym nad ringiem tytule jednak został w efektowny sposób zrzucony przez Edge’a, który wykonał na nim w powietrzu swój firmowy manewr o nazwie Spear. Ostatecznie to Edge i Christian zdobyli mistrzostwo po tym jak Rhyno pomógł Christianowi wspiąć się po drabinie by ten mógł zerwać tytuły z liny.

### Rezultaty walk
| Lp.                                      | Walka | Stypulacja                                                  | Czas  |
| ---------------------------------------- | --- | ----------------------------------------------------------- | ----- |
| 1                                        | X-Factor (Justin Credible i X-Pac) (w/ Albert) pokonali Steve’a Blackmana i Grand Mastera Sexaya                                                   | Tag team match                                              | 02:46 |
| 2                                        | Chris Jericho (c) pokonał Williama Regala | Singles match o WWF Intercontinental Championship           | 07:08 |
| 4                                        | Tazz i The APA (Bradshaw i Faarooq) (w/ Jacqueline) pokonali Right to Censor (The Goodfathera, Vala Venisa i Bulla Buchanana) (w/ Steven Richards) | 6-man tag team match                                        | 03:53 |
| 5                                        | Kane pokonał Ravena (c) i The Big Showa | Triple Threat Hardcore match o WWF Hardcore Championship    | 09:18 |
| 6                                        | Eddie Guerrero (w/ Perry Saturn) pokonał Testa (c)                                                                                                 | Singles match o WWF European Championship                   | 08:30 |
| 7                                        | Kurt Angle pokonał Chrisa Benoit | Singles match                                               | 14:02 |
| 8                                        | Chyna pokonała Ivory (c) | Singles match o WWF Women's Championship                    | 02:39 |
| 9                                        | Shane McMahon pokonał Vince’a McMahona (w/ Stephanie McMahon-Helmsley)                                                                             | Street Fight z sędzią specjalnym Mickiem Foleyem            | 14:12 |
| 10                                       | Edge i Christian pokonali The Dudley Boyz (Bubba Ray i D-Von) (c) oraz The Hardy Boyz (Matt i Jeff)                                                | Tables, Ladders, & Chairs match o WWF Tag Team Championship | 15:53 |
| 11                                       | The Iron Sheik zwyciężył Battle Royal poprzez wyeliminowanie jako ostatniego Hillbilly Jima                                                        | Gimmick Battle Royal match                                  | 03:05 |
| 12                                       | The Undertaker pokonał Triple H’a | Singles match                                               | 18:17 |
| 13                                       | Stone Cold Steve Austin pokonał The Rocka (c) | No Disqualification match o WWF Championship                | 33:06 |
| (c) – mistrz(owie)/mistrzyni przed walką | |                                                             |       |

## Odbiór gali
Gala został odebrana bardzo pozytywnie zarówno przez fanów wrestlingu jak i krytyków. John Powell z portalu Canadian Online Explorer ocenił galę najwyższą notą 10 na 10 gwiazdek, przy czym walkę Stone Colda Steve’a Austina z The Rockiem ocenił 9 na 10 gwiazdek, starcie tag teamowe pomiędzy trzema drużynami o mistrzostwo WWF Tag Team Championship ocenił również 10 na 10 gwiazdek. Dobrą recenzję zebrała również techniczna walka pomiędzy Chrisem Benoit a Kurtem Angle, którą oceniono 8 na 10 gwiazdek. WrestleMania X-Seven  została okrzyknięta Najlepszą ważną galą roku 2001 przez biuletyn Wrestling Observer Newsletter prowadzony przez Dave’a Meltzera. Witryna internetowa IGN umieściła Tables, Ladders, and Chairs match o WWF Tag Team Championship pomiędzy The Hardy Boys, Edge’em i Christianem oraz The Dudley Boyz na 5. miejscu w zestawieniu Top 20 Matches in WrestleMania History.